# 212-85-06
«212-85-06» (читается «Два — двена́дцать — во́семьдесят пять — ноль шесть») — песня группы «Аквариум» из альбома «Дети Декабря». Автор музыки и слов — Борис Гребенщиков.
В тексте песни 212-85-06 — это ленинградский телефонный номер где-то на Васильевском острове:

2-12-85-06

2-12-85-06

2-12-85-06 — это твой номер, номер, номер…

## Текст
Текст песни представляет собой куплеты, перемежающиеся с краткими диалогами, ремарками и частушками (например, «А меня били-колотили во дороге во кустах, // Проломили мою голову в семнадцати местах.. // Ах…», «Гитара, чух-чух... Гитара, о-о-о... // Гитара, Ерхо и Лабадай» и др.), причём на официальном сайте группы этот второстепенный текст отражён непоследовательно.
Первый куплет:

Если бы я знал, что такое электричество,
Я сделал бы шаг, я вышел на улицу,
Зашёл бы в телефон, набрал бы твой номер
И услышал бы твой голос, голос, голос…

## Альбомы
Альбомы и компиляции, в которые попала песня:
- Дети Декабря (1985)
- Аквариум. Хрестоматия (1980-87) (1997)
- 20 лучших песен. Хрестоматия. Версия 1.1 (1999)
- Территория (2000)
- 50 БГ (2003)
- Аквариум. Reggae (2005)
- Питер FM OST (2006)

## Кавер-версии
- Markscheider Kunst[1]
- Восьмая Марта

## История создания текста
- Песня изначально была подарена Гребенщиковым Алексею Вишне[2].

## Происхождение названия песни
- Существуют разной степени достоверности легенды о происхождении этого телефонного номера. По одной из них, в те годы он принадлежал самому Борису Гребенщикову. По другой, это был номер так называемого «эфира»: в середине 1980-х годов в Ленинграде на одной из АТС произошла ошибка, в результате чего все звонившие по этому номеру соединялись между собой[3]. Сам Гребенщиков утверждает, что номер придуман им совершенно случайно. Также есть версия, что это дата и время написания песни: 2 декабря 1985 года 6 часов утра[4].
- В 1990-е годы телефон 212-85-06 сначала использовался валютным магазином, а потом отделением компании «Интурист» в московской гостинице «Космос».
- В настоящее время номер +7 (812) 212-85-06 принадлежит Петербургскому ректорату.

## Отсылки к другим текстам
* В песне используются цитаты из советских фильмов «Собака Баскервилей» («Что это, Бэрримор?») и «Адъютант его превосходительства» («Фитилёк-то притуши — коптит!»; «Ведь это ты, Мирон, Павла убил»).
- При проигрывании наоборот отрывка, начинающегося с 4:17, становятся понятны записанные наоборот слова: первое — «типа „Ечур Кайруф“» (второе наоборот), второе — «типа „Фурия круче“».
- Ерхо и Лабадай — искажённые фамилии авторов известного и до сих пор переиздающегося учебника латинского языка[5].
- «Дварцы Кур Мяф» («Dvartz’y Kur Myaf») — название одной из инструментальных частей в альбоме Сергея Курёхина и БГ «Подземная Культура»[6].
- «Недолго это тело будет жить на земле» — цитата из древнеиндийского буддийского текста «Дхаммапада» (III-42): «Увы! Недолго это тело проживёт на земле, отверженное, бесчувственное, бесполезное, как чурбан»[7].
- «Есть загадочные девушки с магнитными глазами» — возможно, восходит к тексту Битлз «Lucy in the Sky with Diamonds»:

Somebody calls you, you answer quite slowly
A girl with kaleidoscope eyes.
«Кто-то зовет тебя, ты нерасторопно отвечаешь
Это девушка с калейдоскопическими глазами»
- «Есть большие пассажиры мандариновой травы»: «Мандариновая трава» — это оранжевый автобус, на котором разъезжали Весёлые Проказники, описан в романе Тома Вулфа «Электропрохладительный кислотный тест».

## Влияние на культуру
- Песня нередко цитируется другими авторами:

А сегодня с утра новое чувство вступило: чувствовал себя Бенедикт умным и богатым, и охота было, чтоб все видели: вот он идёт, Бенедикт, умный и богатый. И щедрый. Остановился, слепцов послушал. Они как раз старинное, бойкое грянули: «Два двенадцать восемьдесят пять ноль бэ! Два двенадцать восемьдесят пять ноль вэ! Два двенадцать восемьдесят пять ноль гэ!» — послушал и кинул им мышей связку. Ага, целую связку! Гуляем!

(Татьяна Толстая, «Кысь».)

В мире есть семь, и в мире есть три,

Есть люди, у которых капитал внутри,

Есть люди, у которых хризолитовые ноги,

Есть люди, у которых между ног Брюс Ли…

(Ольга Арефьева, песня «Площадь Ногина», альбом «Регги левой ноги».)

В мире есть семь, в мире есть три.

Я согласен, действительно есть.

Но я позволю вам напомнить, что есть ещё шесть шесть шесть!

(Константин Кинчев, песня «Атеист», альбом «Статья 206, часть 2».)

- Песня звучит в эпизоде фильма «Курьер».
- Песня входит в саундтрек фильма «Питер FM».
- В клипе на песню группы «Алиса» «Трасса Е-95» Константин Кинчев набирает на телефоне номер 212-85-06.
- В одном из эпизодов сериала «Убойная сила» Игорь Плахов просит позвонить Анатолию Дукалису по номеру 212-85-06[источник не указан 3503 дня]. В другом эпизоде («Китайский квартал») по тому же номеру бандиты звонят некоему Дэну[источник не указан 3503 дня].
- Номер неоднократно использовался Артемием Лебедевым в качестве образца телефонного номера, в том числе в книге «Ководство»[11].
- В книге А. Экслера «Записки невесты программиста» главный герой Сергей записывает Ирине свой телефон в виде «207A7A». При переводе этого числа из шестнадцатеричной в десятичную систему исчисления получается 2128506.
- В повести Александра Житинского «Старичок с большой Пушкарской» герои знакомятся в ленинградском телефонном «эфире», и один из них даёт номер телефона 212-85-06 для дальнейшей связи[12].
- В одном из эпизодов сериала «Паутина-6» майор Туманов и капитан Греков спрашивают у девушки телефон её подруги, по просьбе которой она сдала квартиру преступнику. Девушка отвечает: «Записывайте: Два… Двенадцать… Восемьдесять пять…» Один из оперов её перебивает, спрашивая: «Ноль шесть?»[источник не указан 3503 дня].
- На декорациях к спектаклю «Кыся» «Театра двух столиц п. р. Льва Рахлина» 212-85-06 — номер телефона автотранспортной компании[источник не указан 3503 дня].
- В сериале «Мент в законе» (9 сезон, 13 серия) 212 — 85 — 06 — код от сейфа.
- В фильме «Лето» Кирилла Серебренникова Марьяна, знакомясь с Виктором Цоем, пишет ему на руке как свой номер телефона 212-85-06[13][14].
- В фильме «Вспоминая Жору Ордановского» Дмитрия Фетисова на старом телефонном аппарате значится номер 212-85-06

## Переводы
- Существует перевод песни на английский язык, сделанный Михаилом Морозовым[15].

## В записи песни участвовали
- БГ — вокал, гитары
- Всеволод Гаккель — вокал
- А. Титов — бас
- П. Трощенков — ударные
- С. Курёхин — Korg
- А. Ляпин — гитара
- М. Васильев — percussion
- А. Тропилло — произносит текст частушки